# Дефекационная грязь

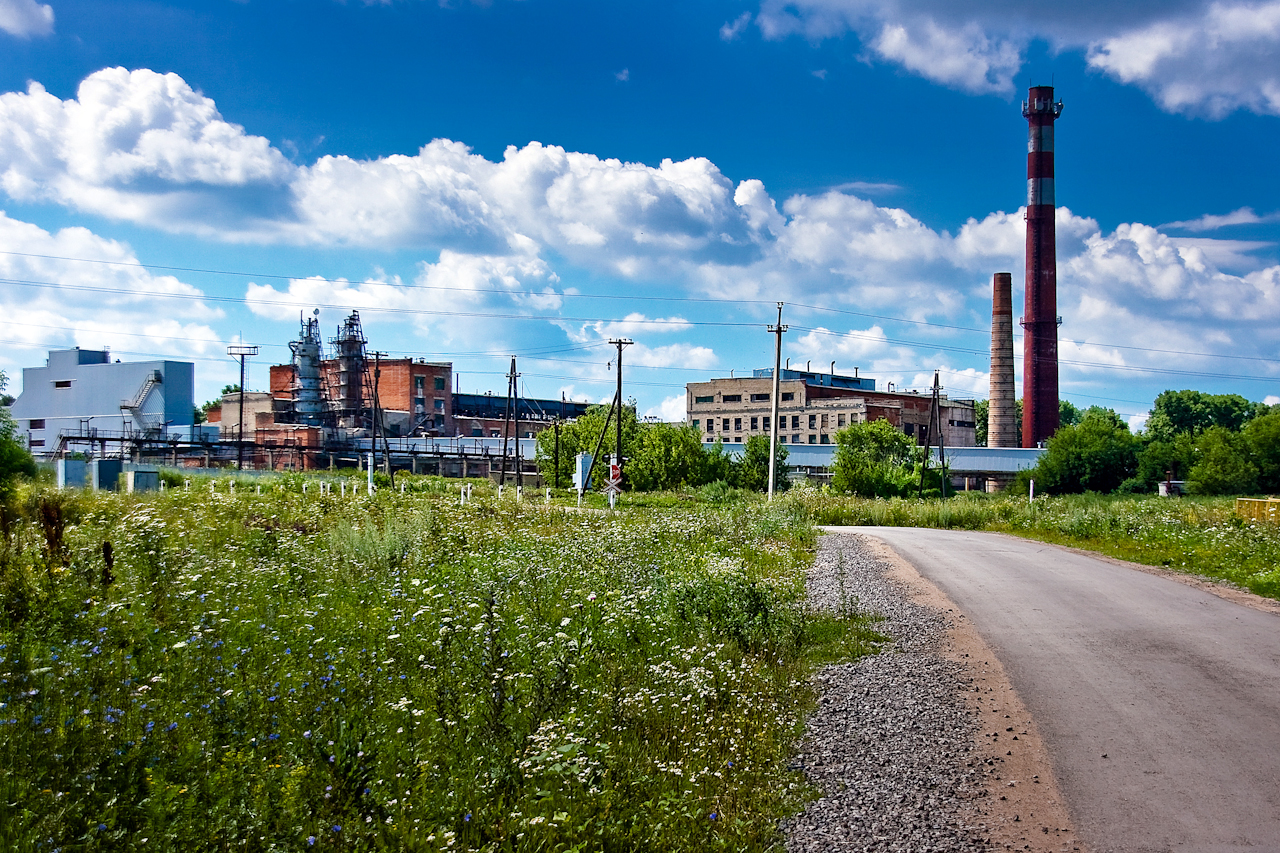
Лебедянский сахарный завод среди сельскохозяйственных угодий

Дефекационная грязь (иначе Дефекат) — отходы сахарного производства, образующиеся в процессе дефекации сахарного сока, которые зачастую используются в качестве известковых удобрений.

## Образование дефекационной грязи
Одной из основных стадий производства сахара является дефекация сахарного сока — очистка сырого свекловичного или тростникового сока от различных примесей, которые препятствуют дальнейшей концентрации и кристаллизации сахарозы, что необходимо для получения белого сахара. Дефекация осуществляется посредством смешивания сахарного сока с негашёной известью (СаО), которая окисляя и коагулируя нежелательные примеси, осаждает их на дно дефекаторов — котлов, используемых для дефекации. После этой процедуры очищенный раствор сахарозы используется для производства сахара, а дефекационная грязь — осадок из дефекатора, содержащий воду, различные смеси органических веществ и известь, остаётся в качестве отхода производства. Например, при использовании свёклы в качестве сырья, дефекационная грязь составляет от 8 до 12% массы переработанной свёклы.
Состав дефекационной грязи слегка варьируется в зависимости от вида сырья и типа производства, но в типичном случае в высушенном состоянии при влажности 25—30% содержит 60—70% извести (углекислой с примесью едкой), 10—15% органических веществ, 0,2—0,7 % азота, 0,2—0,9% фосфора (в виде P2O5), 0,5—1% калия (в виде K2O) и незначительные количества магния, серы и микроэлементов.

## Использование в качестве удобрений
В связи с высокой стоимостью перевозки сырья (в особенности сахарной свёклы) сахарные заводы обычно располагаются недалеко от сельскохозяйственных угодий, где растут сахарная свёкла или сахарный тростник. Это упрощает использование дефекационной грязи в качестве удобрения на этих же угодьях. Кроме этого опыты показывают, что использование дефекационной грязи в качестве удобрения более эффективно, чем использование молотого известняка. Например, в семидесятые годы в СССР в качестве удобрений использовалось 3 миллиона тонн дефекационной грязи в год. 
Использование дефекационной грязи рекомендуется только для почв с гидролитической кислотностью не менее 2 мг-экв на 100 г, причём эффективнее всего внесение под озимые или перед глубокой вспашкой. Расчёт количества дефекационной грязи на гектар производится, исходя из содержания извести, эквивалентно расчёту количество вносимого молотого известняка. Не рекомендуется непосредственное смешивание или одновременное внесение дефекационной грязи и навоза, суперфосфата, сернокислого аммония, аммиачной селитры и других удобрений. 